# Problema Seu
"Problema Seu" é uma canção do cantor e drag queen brasileiro Pabllo Vittar, lançada como carro-chefe de seu segundo álbum de estúdio Não Para Não (2018) em 15 de agosto de 2018 pela Sony Music Brasil.
"Problema Seu" está presente na trilha sonora da novela O Sétimo Guardião (2018) e apareceu na lista 50 canções estelares de Artistas LGBTQ que você talvez tenha perdido em 2018 da revista estadunidense Billboard.

## Desempenho comercial
Antes de "Problema Seu" ser lançado na meia-noite do dia 15 de agosto, o single ficou nos trending topics globais do Twitter.
Pouco tempo após seu lançamento, a música alcançou o primeiro lugar no ranking do iTunes brasileiro e debutou em oitavo lugar na lista As 50 mais tocadas no Brasil da plataforma de streaming Spotify.
Apesar de não ter entrado em nenhuma parada da Billboard brasileira, o single apareceu na posição 37 no Top 50 Streaming da Pro-Música Brasil.

## Divulgação
Para divulgar a faixa, Pabllo lançou a campanha Missão Problema Seu, inspirada em espionagem, que faz parte da temática do clipe, e trata-se de um jogo que leva o vencedor, com acompanhante, para o evento de lançamento do single, com direito a um pocket show exclusivo do cantor, no espaço de eventos da agência Mynd, em São Paulo.
Nos dias 23 e 24 de agosto de 2018, Pabllo participou da turnê Brava Tour da cantora argentina Lali, no Luna Park, em Buenos Aires. O local tem capacidade para mais de 9.000 pessoas. Pabllo cantou "Problema Seu" e "Caliente", sendo esta última a música que Lali lançou com participação de Pabllo para o álbum Brava (2018).
Pabllo cantou "Problema Seu" em vários programas de televisão, sendo eles: Altas Horas, Domingão do Faustão, Caldeirão do Huck, Encontro com Fátima Bernardes, SóTocaTop, Conversa com Bial e Programa da Eliana.

## Vídeo musical

Os quatro figurinos de Pabllo no vídeo.

No vídeo musical, dirigido pelo duo Os Primos (João Monteiro e Fernando Moraes) e lançado em 15 de agosto de 2018 no YouTube, Pabllo encarna uma espiã que invade um museu (na realidade, um pequeno palacete no bairro paulistano do Ipiranga) para roubar um artefato precioso. "Eu me inspirei em Sr. & Sra. Smith, com Brad Pitt e Angelina Jolie, e no desenho Três Espiãs Demais", disse o artista. Vittar desce de rapel, briga com um pequeno exército de dublês e aparece em quatro figurinos diferentes. O tesouro oculto no museu é o segundo disco de Pabllo, Não Para Não, lançado em 4 de outubro de 2018.
O videoclipe de "Problema Seu" ficou em 17º lugar na lista de 30 clipes com maior audiência no TVZ em novembro de 2018.
Em julho de 2020, foram registradas mais de 97 milhões de visualizações presentes no videoclipe, tornando-o o quarto videoclipe mais visto de Vittar, até então.

### Antecedentes
No dia 25 de julho de 2018, durante os ensaios da coreografia para o videoclipe, Vittar acabou se machucando ao acertar uma joelhada no próprio olho, levando a gravação do clipe a ser adiada.

## Prêmios e indicações
| Ano  | Prêmio                     | Categoria                       | Indicação      | Resultado |
| ---- | -------------------------- | ------------------------------- | -------------- | --------- |
| 2018 | Prêmio F5                  | Hit do Ano                      | "Problema Seu" | Venceu    |
| 2018 | Latin Music Italian Awards | Melhor Canção Brasileira do Ano | "Problema Seu" | Indicado  |
| 2018 | Prêmio Pop Mais            | Melhor Videoclipe Brasileiro    | "Problema Seu" | Venceu    |

## Desempenho nas tabelas musicais
| Tabela musical (2018)                | Melhor posição |
| ------------------------------------ | -------------- |
| Top 50 Streaming (Pro-Música Brasil) | 37             |

## Vendas e certificações
| Região                                                                                             | Certificação | Vendas   |
| -------------------------------------------------------------------------------------------------- | ------------ | -------- |
| Brasil (Pro-Música Brasil)                                                                         | Diamante     | 300,000* |
| *números de vendas baseados somente na certificação ^distribuições baseadas apenas na certificação |              |          |

## Créditos da canção
Créditos adaptados do Tidal.
- Pabllo Vittar - vocal
- Arthur Marques - composição, produção
- Rodrigo Gorky - composição, produção
- Maffalda - composição, produção
- Pablo Bispo - composição, produção
- Zebu - composição, produção
- Alice Caymmi - composição
- Noize Men - composição, produção
- Filip Nikolic - produção